# Katherine V. Forrest
Œuvres principales
- Série Une enquête de la détective Kate Delafield
- Série Coral Dawn

Katherine V. Forrest, née le 20 avril 1939 à Windsor en Ontario au Canada, est une écrivaine américaine de romans policiers, de romances lesbiennes et de science-fiction.

## Biographie
Katherine V. Forrest est réputée entre autres pour la série de romans Kate Delafield, première détective lesbienne des romans policiers américains. Le personnage de Kate Delafield, ancien soldat, policier de la section criminelle de la police de Los Angeles, est décrit comme "le résultat d'un croisement entre Miss Marple, k.d. lang, Sherlock Holmes et Candace Gingrich (en).
Le second roman de la série, Murder at the Nightwood Bar/Meurtre au Nightwood Bar fut choisi par Tim Hunter afin d'en réaliser un film. Il en a écrit le scénario et a choisi Mary-Louise Parker dans le rôle de Delafield et Tom Arnold dans le rôle du policier partenaire de Delafield, mais le projet n'a finalement pas abouti.
Le roman Curious Wine/Le Vin étrange est considéré comme un classique de la littérature lesbienne américaine. Interrogée sur ce qu'elle considère comme élément phare du roman, Katherine V. Forrest déclara : "Il s'agit de deux femmes ayant des choix de vie, différentes options de vie et qui choisissent la plus forte des options : celle qui est de s'aimer l'une l'autre."

## Œuvre

### Romans policiers

#### SérieUne enquête de la détective Kate Delafield
1. (en) Amateur City, 1984  (ISBN 0-930044-55-X)
2. Meurtre au Nightwood Bar, H&O, 2001 ((en) Murder At The Nightwood Bar, 1987  (ISBN 0-930044-92-4))  (ISBN 2-84547-022-3)
3. On écrase bien les cafards, H&O, 2001 ((en) The Beverly Malibu, 1989  (ISBN 0-941483-47-9))  (ISBN 2-845470-30-4)Prix Lambda Literary
4. Meurtre par tradition, H&O, 2002 ((en) Murder By Tradition, 1991  (ISBN 0-941483-89-4))  (ISBN 2-84547-040-1)Prix Lambda Literary
5. (en) Liberty Square, 1996  (ISBN 0-425-15467-X)Finaliste du Prix Lambda Literary
6. (en) Apparition Alley, 1997  (ISBN 0-425-15966-3)Finaliste du Prix Lambda Literary
7. (en) Sleeping Bones, 1999  (ISBN 0-425-17029-2)Finaliste du Prix Lambda Literary
8. Hancock Park, Éditions Dans L'Engrenage, 2009 ((en) Hancock Park, 2004  (ISBN 0-425-19598-8))  (ISBN 978-2-915342-19-2)Prix Lambda Literary
9. (en) High Desert, 2013  (ISBN 978-1-93522-665-9)Prix Lambda Literary
10. (en) Delafieldt, 2022  (ISBN 978-1-93-522689-5)

#### Autres romans policiers
(en) Lethal Care, 2017 (ISBN 978-1-59-493581-7)

### Science-fiction

#### SérieCoral Dawn
1. (en) Daughters Of A Coral Dawn, 1984  (ISBN 0-930044-50-9)
2. (en) Daughters Of An Amber Noon, 2002  (ISBN 1-55583-663-1)Finaliste du Prix Lambda Literary
3. (en) Daughters Of An Emerald Dusk, 2005  (ISBN 1-55583-823-5)Prix Lambda Literary

### Romances
- Le Vin étrange, Éditions Dans L'Engrenage, 2005 ((en) Curious Wine, Naïad Press, 1983  (ISBN 0-930044-43-6))  (ISBN 2-915342-08-3)
- (en) An Emergence of Green, Naïad Press, 1986  (ISBN 0-930044-69-X)

### Romans indépendants
- (en) Flashpoint, 1994  (ISBN 1-56280-043-4)

### Nouvelles
- (en) Dreams And Sword, 1987  (ISBN 0-941483-03-7)
- (en) The Gift
- (en) Jessie: A Kate Delafield Story
- (en) Benny's Place
- (en) Xessex
- (en) Force Majeur
- (en) Mother Was an Alien
- (en) Mandy Larkin
- (en) Survivor
- (en) O Captain, My Captain, Bywater Books, 2013publication numérique
- (en) The Test

### Nouvelles en anthologies
- Jeanie finaliste du Prix Lambda Literary, The Milk of Human Kindness: Lesbian Authors Write About Mothers and Daughters édité par Lori L. Lake (en). 2005,  (ISBN 1-932300-28-7).

### Éditrice
- The Erotic Naiad – Love Stories by Naiad Press Authors. 1992, avec Barbara Grier,  (ISBN 1-56280-026-4)
- Diving Deep – Erotic Lesbian Love Stories. 1993, avec Barbara Grier,  (ISBN 1-872642-14-4)
- The Romantic Naiad – Love Stories by Naiad Press Authors. 1993, avec Barbara Grier,  (ISBN 1-56280-054-X)
- The Mysterius Naiad – Love Stories by Naiad Press Authors. 1994, avec Barbara Grier,  (ISBN 1-56280-074-4)
- Diving Deeper – More Erotic Lesbian Love Stories. 1994, avec Barbara Grier,  (ISBN 1-872642-22-5)
- Deeply Mysterious – Erotic Lesbian Stories. 1995, avec Barbara Grier,  (ISBN 1-872642-31-4)
- All in the Seasoning – And Other Holiday Stories. 2002,  (ISBN 1-887237-04-6)
- Women of Mystery. 2005,  (ISBN 978-1-56023-543-9), finaliste du Prix Lambda Literary
- Lesbian Pulp Fiction – The Sexually Intrepid World of Lesbian Paperback Novels 1950-1965. 2005,  (ISBN 1-57344-210-0), finaliste du Prix Lambda Literary
- Love, Castro Street – Reflections of San Francisco. 2007, avec Jim Van Buskirk,  (ISBN 978-1-55583-997-0), vainqueur du Prix Golden Crown Literary Society (en)